# イスキア島
イスキア島（イスキアとう、イタリア語: Isola d'Ischia、ナポリ語:Isula 'e Ischia）は、イタリアのナポリ湾の西部に浮かぶ火山島。フレグレエ群島最大の島で、プローチダ島とヴィヴァラ島の西に位置する。面積は約46.3km2。最高地点は787mのエポメーオ山である。
イスキア火山は、火砕丘・溶岩ドームの集合体で、火山活動は遅くとも15万年前から始まり、およそ5万年前に大噴火を起した。最後の噴火は1302年である。
島民はおよそ7万人で、そのほとんどは、ブドウ畑の仕事で生計をたてている。

## 歴史
前8世紀半ば頃、エウボイア島（ユービア島）からのギリシア人が植民市ピテクサイを設けた。ギリシア本土やイベリア半島を結ぶ地中海交易の中継地としての役割を果たしたほか、近隣でエルバ島の鉄鉱石を用いて金属加工を行っていたように、ギリシア本土では乏しい金属資源を入手する狙いもあったと推測されている。

2017年8月21日、地震が発生。

2022年11月26日、土砂崩れが発生し、少なくとも7人が死亡、5人が行方不明となっている。

## 行政
イスキア島の行政は6つのコムーネに分れている。
- イスキア (Ischia)
- カザミッチョラ・テルメ (Casamicciola Terme)
- ラッコ・アメーノ (Lacco Ameno)
- フォリーオ (Forio)
- セッラーラ・フォンターナ (Serrara Fontana)
- バラーノ・ディスキア (Barano d'Ischia).

## 参考画像

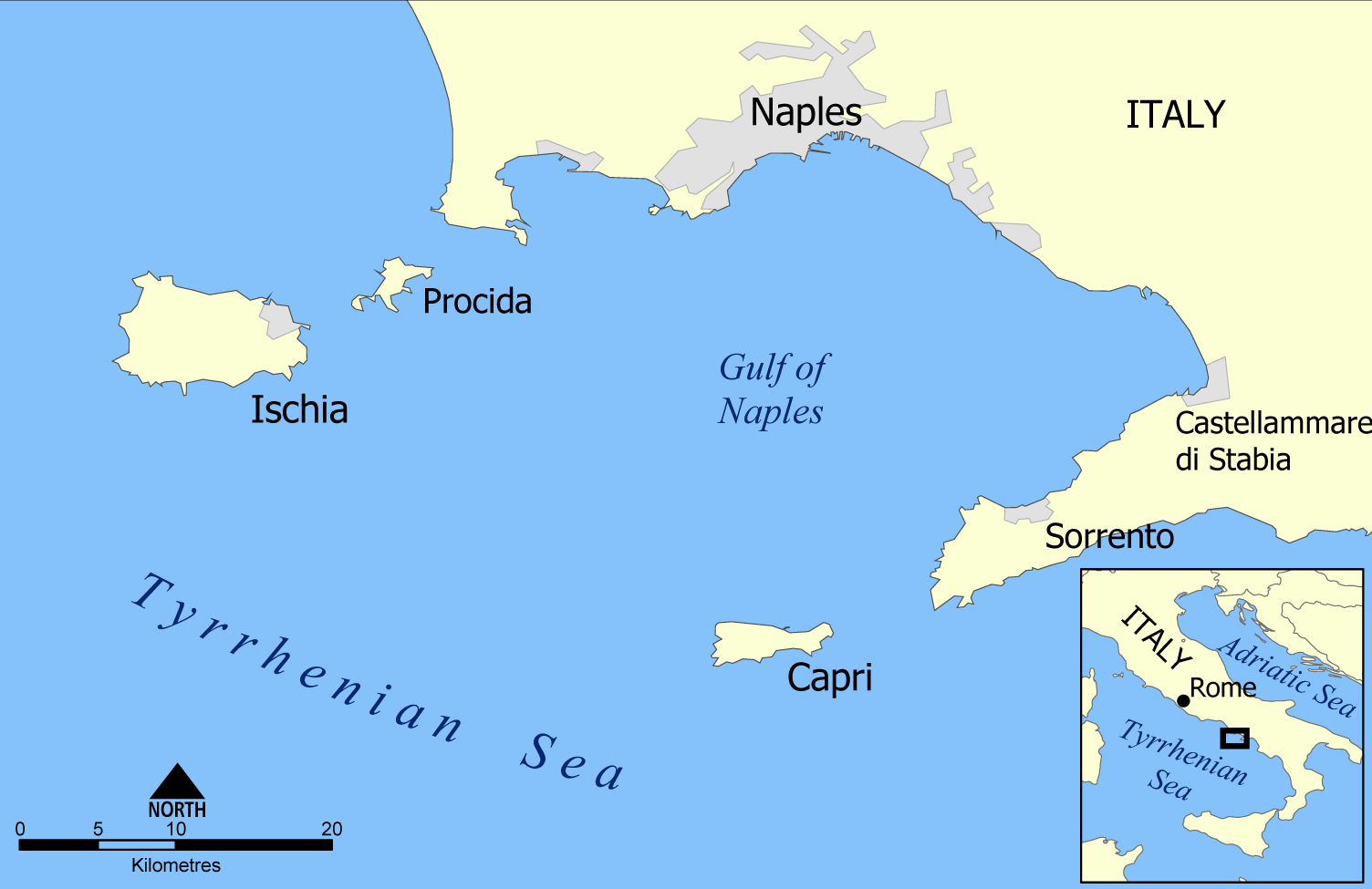
ナポリ湾周辺の地図
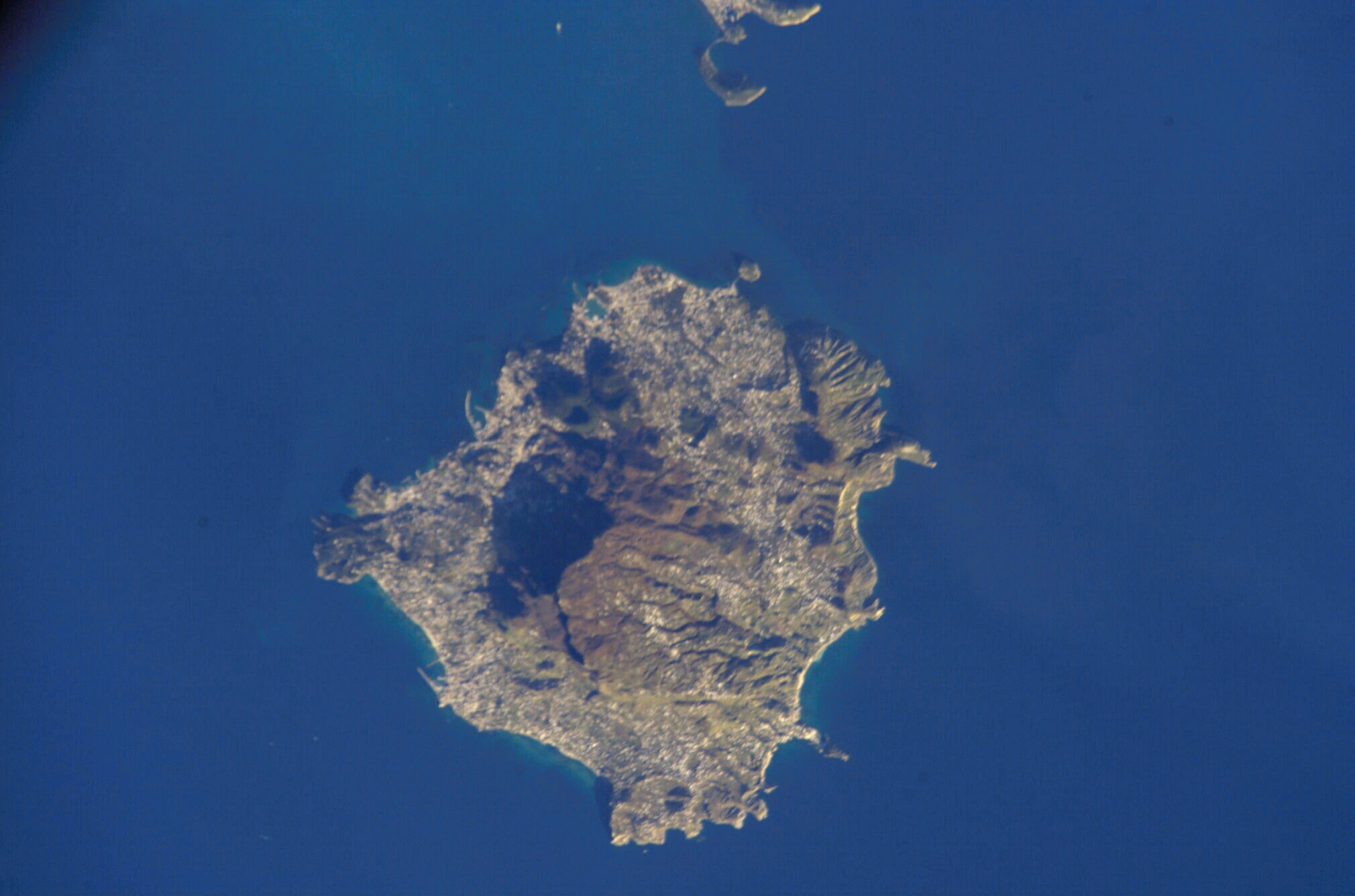
全体像、上が東
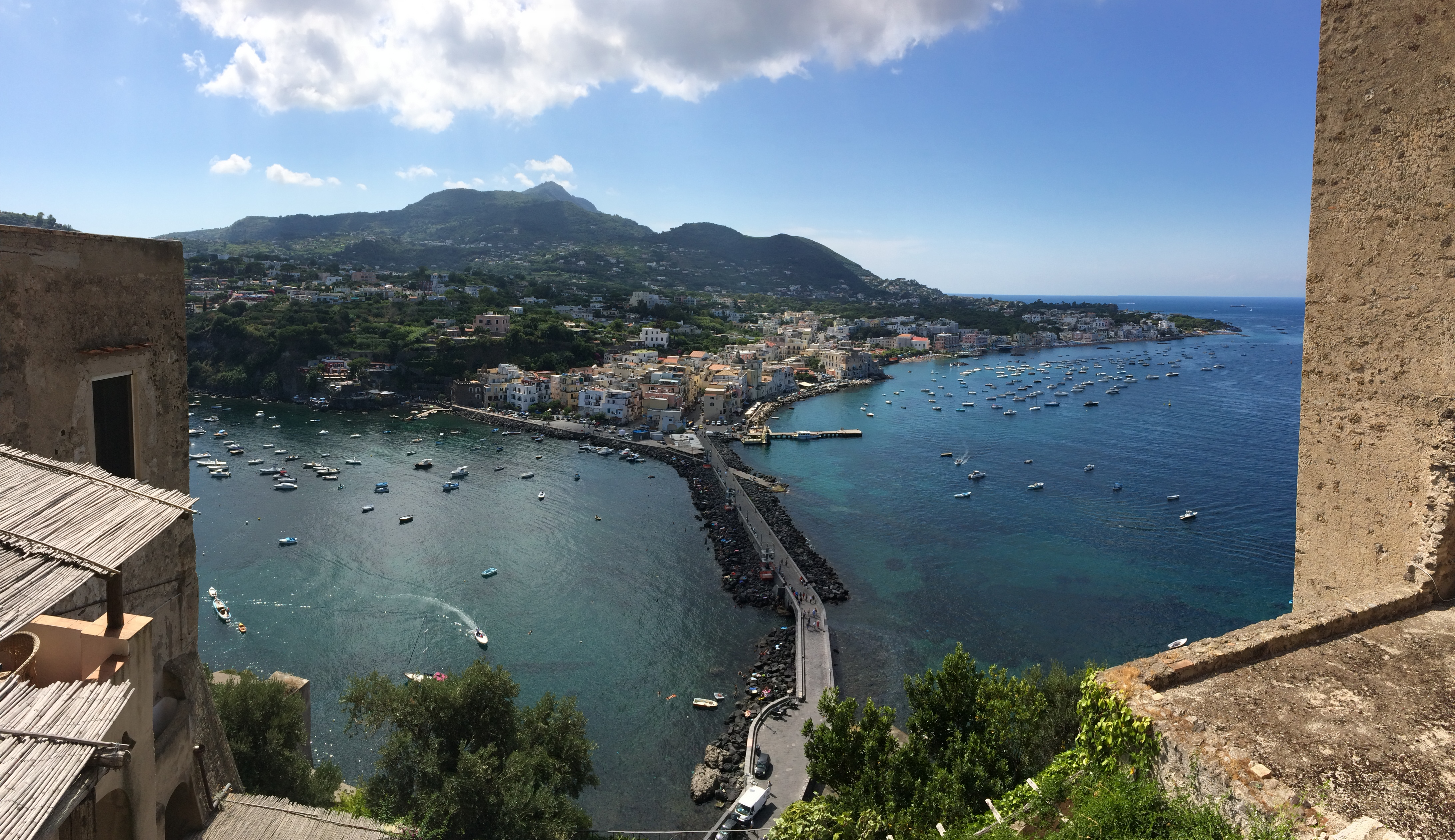
イスキア、アラゴネーゼ城から
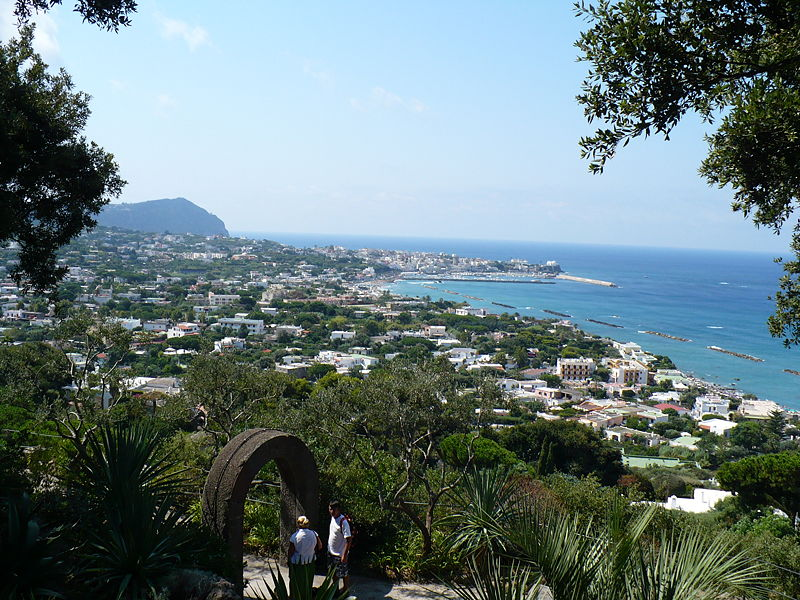
フォリーオ
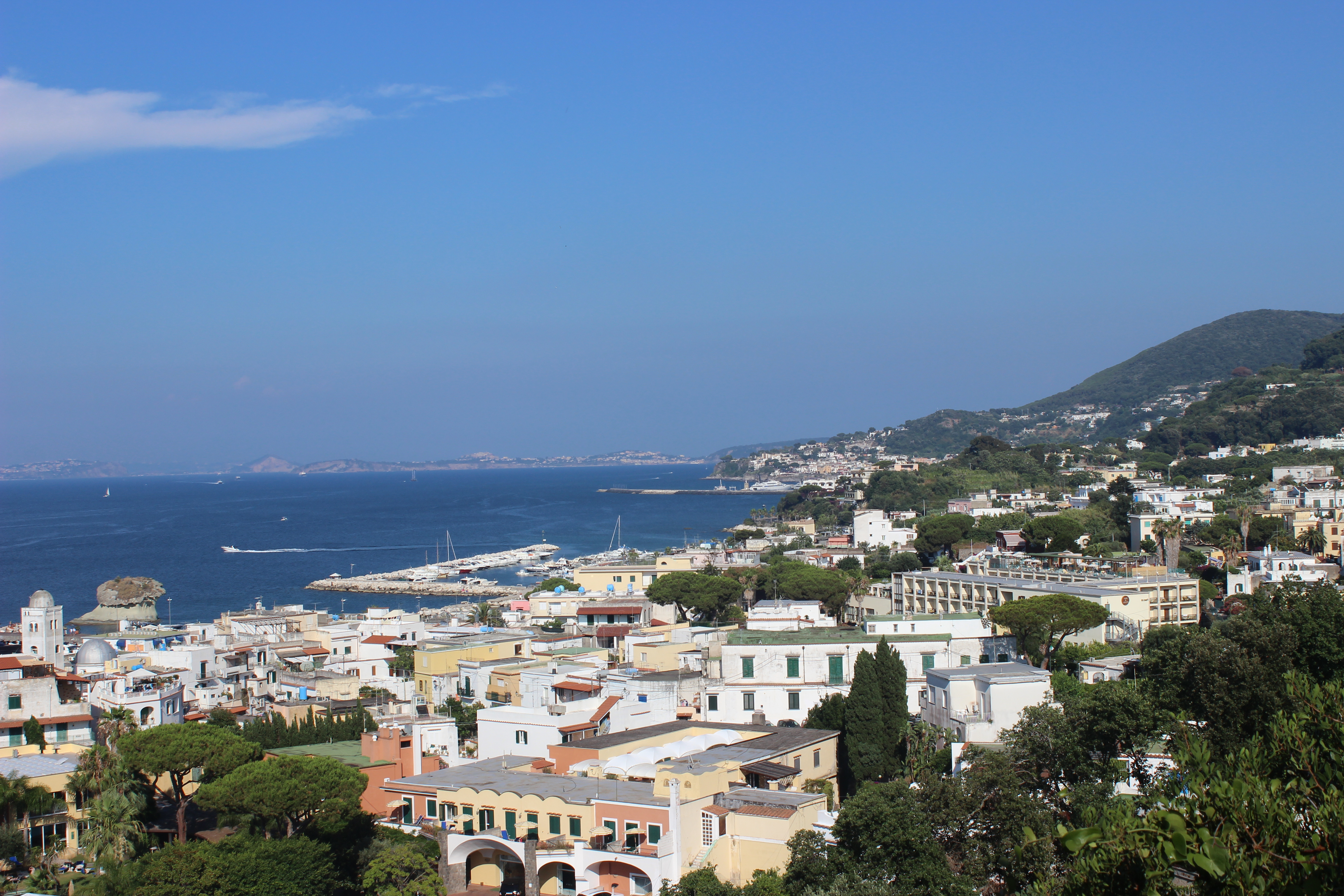
ラッコ・アメーノ
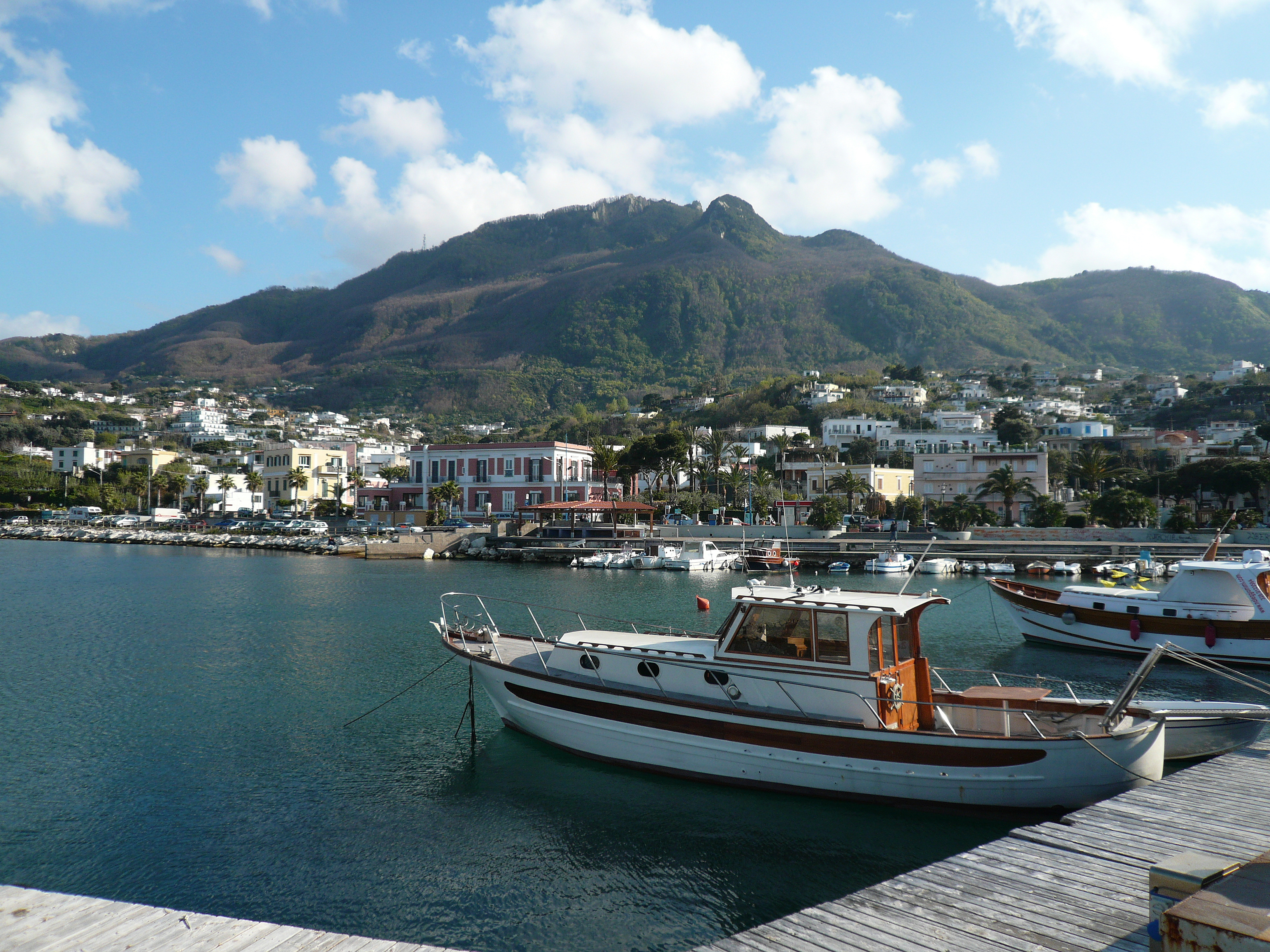
ラッコ・アメーノとエポメーオ山
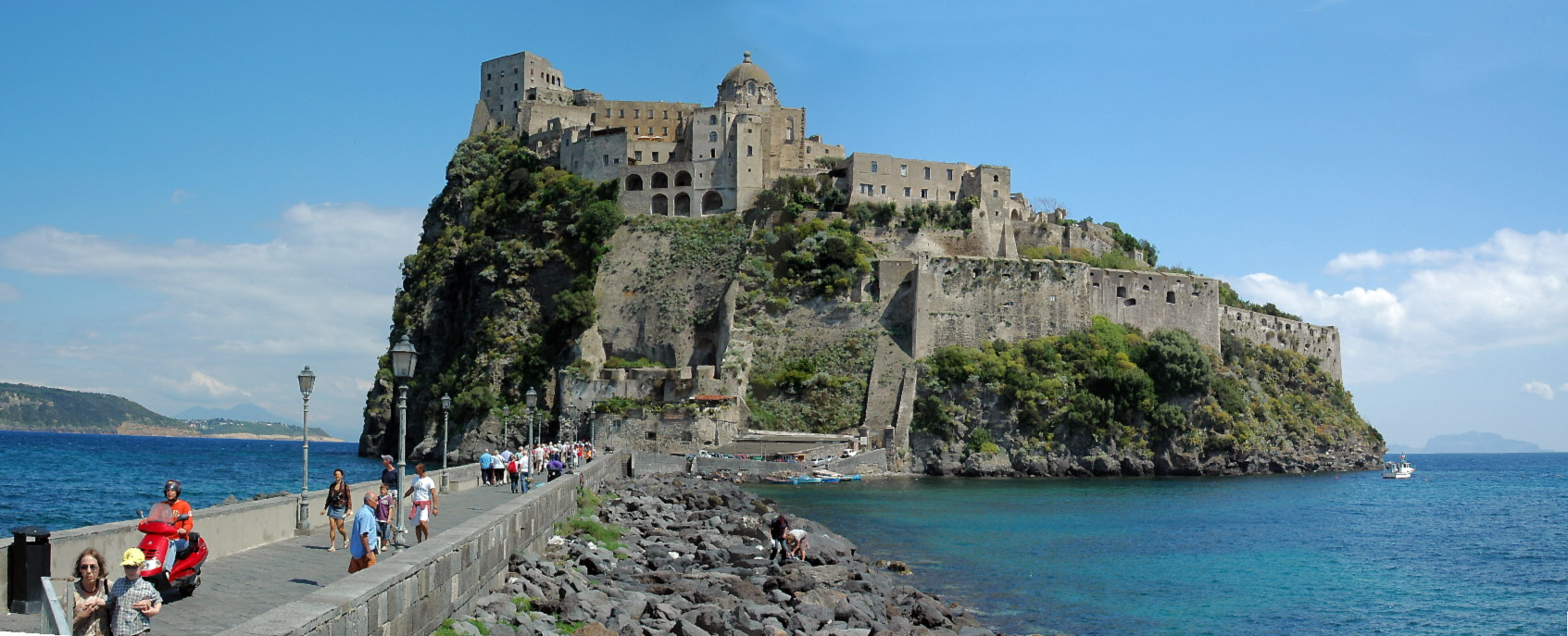
東端部に位置するアラゴネーゼ城

## その他
日本の佐藤初女の「森のイスキア」（青森県）、他による各地の「海のイスキア」、「緑のイスキア」などは心が休まる所としてのイスキア島の名称を借りている。